# Maratgeri, Hungund
Maratgeri là một làng thuộc tehsil Hungund, huyện Bagalkot, bang Karnataka, Ấn Độ.